# UFC Fight Night: Overeem vs. Volkov
UFC Fight Night: Overeem vs. Volkov（ユーエフシー￼・ファイトナイト：オーフレイム・バーサス・ヴォルコフ、別名UFC Fight Night 184、UFC on ESPN+ 42）は、アメリカ合衆国の総合格闘技団体「UFC」の大会の一つ。2021年2月6日、ネバダ州ラスベガスのUFC APEXで開催された。

## 大会概要
本大会ではアリスター・オーフレイムとアレキサンダー・ヴォルコフのヘビー級戦が組まれた。

## 試合結果

### プレリミナリーカード
第1試合 フェザー級 5分3R
○  オデー・オズボーン vs.  ジェローム・リベラ ×
1R 0:26 KO（左ストレート→パウンド）
第2試合 フェザー級 5分3R
○  ティムール・バリエフ vs.  マーティン・デイ ×
3R終了 判定3-0（30-25、30-25、30-26）
第3試合 フェザー級 5分3R
○  チェ・スンウ vs.  ユーセフ・ザラル ×
3R終了 判定3-0（29-28、29-28、30-27）
第4試合 女子フライ級 5分3R
○  ラーラ・プロコピオ vs.  モリー・マッキャン ×
3R終了 判定3-0（29-27、29-28、30-27）
第5試合 女子バンタム級 5分3R
○  カロル・ロサ vs.  ジョセリン・エドワーズ ×
3R終了 判定3-0（30-27、30-27、30-27）
第6試合 160ポンド契約 5分3R
○  デボンテ・スミス vs.  ジャスティン・ジェインズ ×
2R 3:38 TKO（ドクターストップ）

#### メインカード
第7試合 ライトヘビー級 5分3R
○  ダニーロ・マルケス vs.  マイク・ロドリゲス ×
2R 4:52 リアネイキドチョーク
第8試合 ライト級 5分3R
○  ベニール・ダリウシュ vs.  ディエゴ・フェレイラ ×
3R終了 判定2-1（28-29、29-28、29-28）
第9試合 フライ級 5分3R
○  アレッシャンドリ・パントージャ vs.  マネル・ケイプ ×
3R終了 判定3-0（29-28、29-28、30-27）
第10試合 ライト級 5分3R
○  クレイ・グイダ vs.  マイケル・ジョンソン ×
3R終了 判定3-0（30-27、30-27、30-27）
第11試合 バンタム級 5分3R
○  コーリー・サンドヘイゲン vs.  フランク・エドガー ×
1R 0:28 KO（右飛び膝蹴り）
第12試合 ヘビー級 5分5R
○  アレキサンダー・ヴォルコフ vs.  アリスター・オーフレイム ×
2R 2:06 TKO（左フック）

### 各賞
ファイト・オブ・ザ・ナイト：ベニール・ダリウシュ vs. ディエゴ・フェレイラ
パフォーマンス・オブ・ザ・ナイト：アレキサンダー・ヴォルコフ、コーリー・サンドヘイゲン
各選手にはボーナスとして5万ドルが授与された。

### カード変更
負傷などによるカードの変更は以下の通り。